# تله‌ناو
تله‌ناو (انگلیسی: TeleNav) شرکت فناوری اطلاعات آمریکایی است، که در سال ۱۹۹۹ تأسیس شد.